# 三岡村
三岡村（みつおかむら）は長野県北佐久郡にあった村。現在の小諸市の南東部、千曲川以東、小海線以西にあたる。

## 地理
- 河川：千曲川

## 歴史
- 1889年（明治22年）4月1日 - 町村制の施行により、耳取村・市村・森山村の区域をもって発足。
- 1954年（昭和29年）4月1日 - 小諸町・南大井村と合併して小諸市が発足。同日三岡村廃止。

## 交通

### 鉄道路線
- 日本国有鉄道
  - 小海線
    - 三岡駅

現在は美里駅が所在するが、当時は未開業。

## 経済

### 産業
農業
『大日本篤農家名鑑』によれば、三岡村の篤農家は金井、塩川姓の人物がいた。
企業
- 日本桃養（洋桃缶詰、桃養酒、イチゴジャム）[2]

### 地主
塩川幸次郎は長野県の大地主である。

## 出身・ゆかりのある人物
- 塩川伊一郎（農業、佐久の園芸王、2代目）
- 塩川一郎（農業[3]、長野県多額納税者、佐久鉄道取締役、佐久銀行監査役）
- 塩川賢三（六十三銀行常務取締役）[3]
- 塩川三四郎[3]（北海道拓殖銀行副頭取、藝備銀行頭取） - トロツキー研究所所長塩川喜信の祖父。
- 塩川幸次郎（篤農家[1]、農業、長野県多額納税者、佐久銀行監査役[3]）
- 塩川幸太（篤農家[1]、佐久銀行頭取、衆議院議員、長野県会議員） - 森山村出身。
- 塩川政巳（佐久銀行頭取）

## 遺構

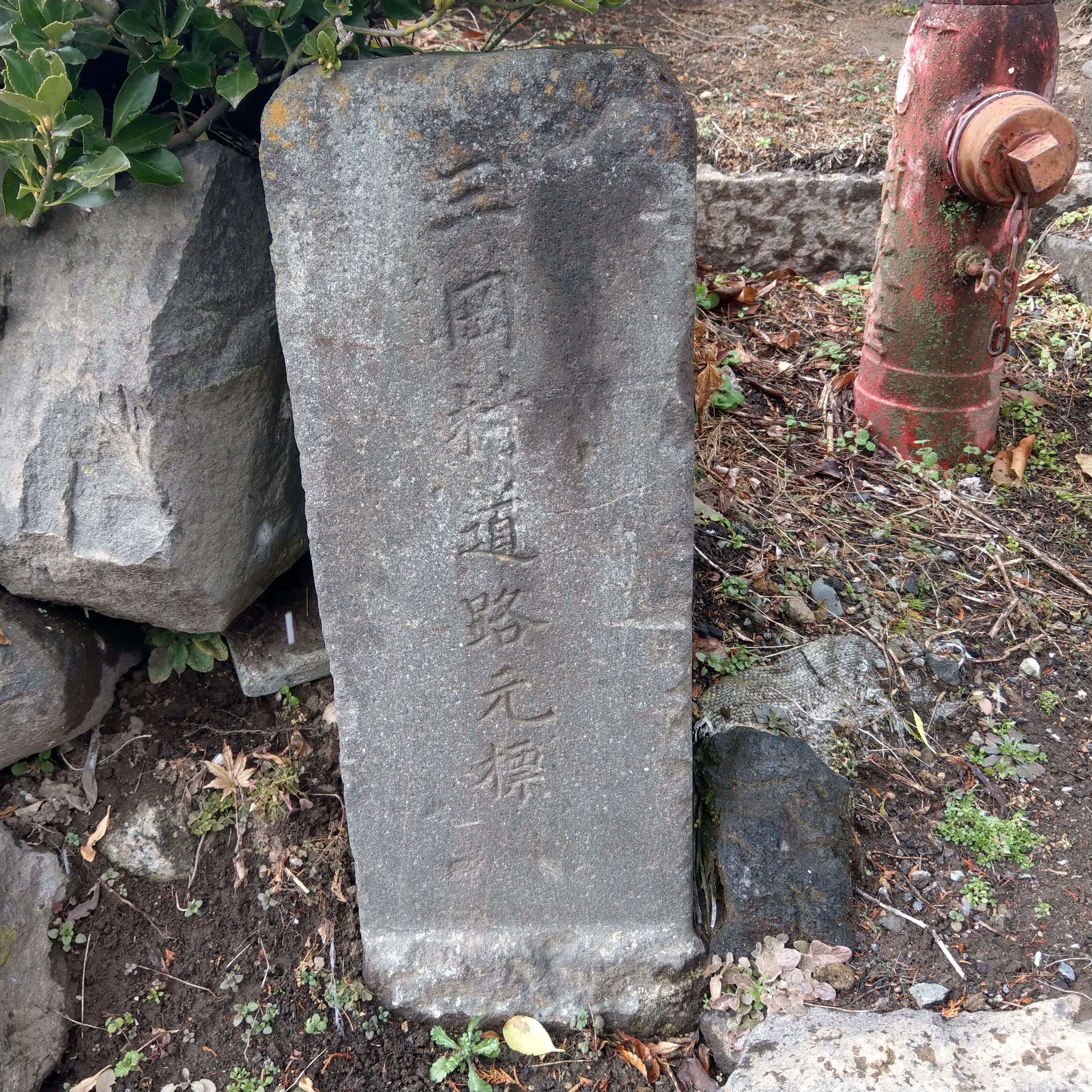
三岡村道路元標

- 三岡村道路元標三岡村道路元標-大字耳取字原の玄江院近くに残っている。